# Henri Listolfi
Henri Listolfi Maroni, né à Ganville près d'Évreux, et mort le 18 ou 22 mai 1645 à Toulouse, est un évêque français du XVIIe siècle, évêque de Bazas. 

## Éléments biographiques
Il appartient à une famille originaire de Mantoue.
Il est nommé abbé de Saint-Nicolas-aux-Bois et est aumônier du roi.  En 1634 il  est sacré évêque de Bazas. Listolfi se met en 1640 sous la conduite d'Antoine Singlin, qui lui fait faire une retraite à Port-Royal, où l'on fonde de grands desseins sur lui. Il érige un séminaire pour les ordonnants et appelle les ursulines à Bazas.  Godeau, évêque de Vence, prononce son oraison funèbre à Paris, le 24 novembre 1645, dans l'église des grands-augustins.